# Волюта

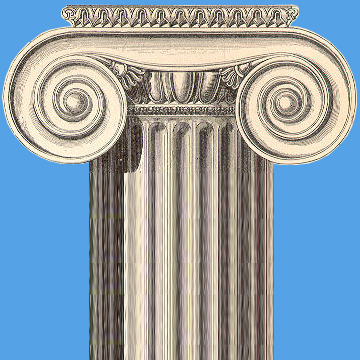
Іонічна капітель з волютами

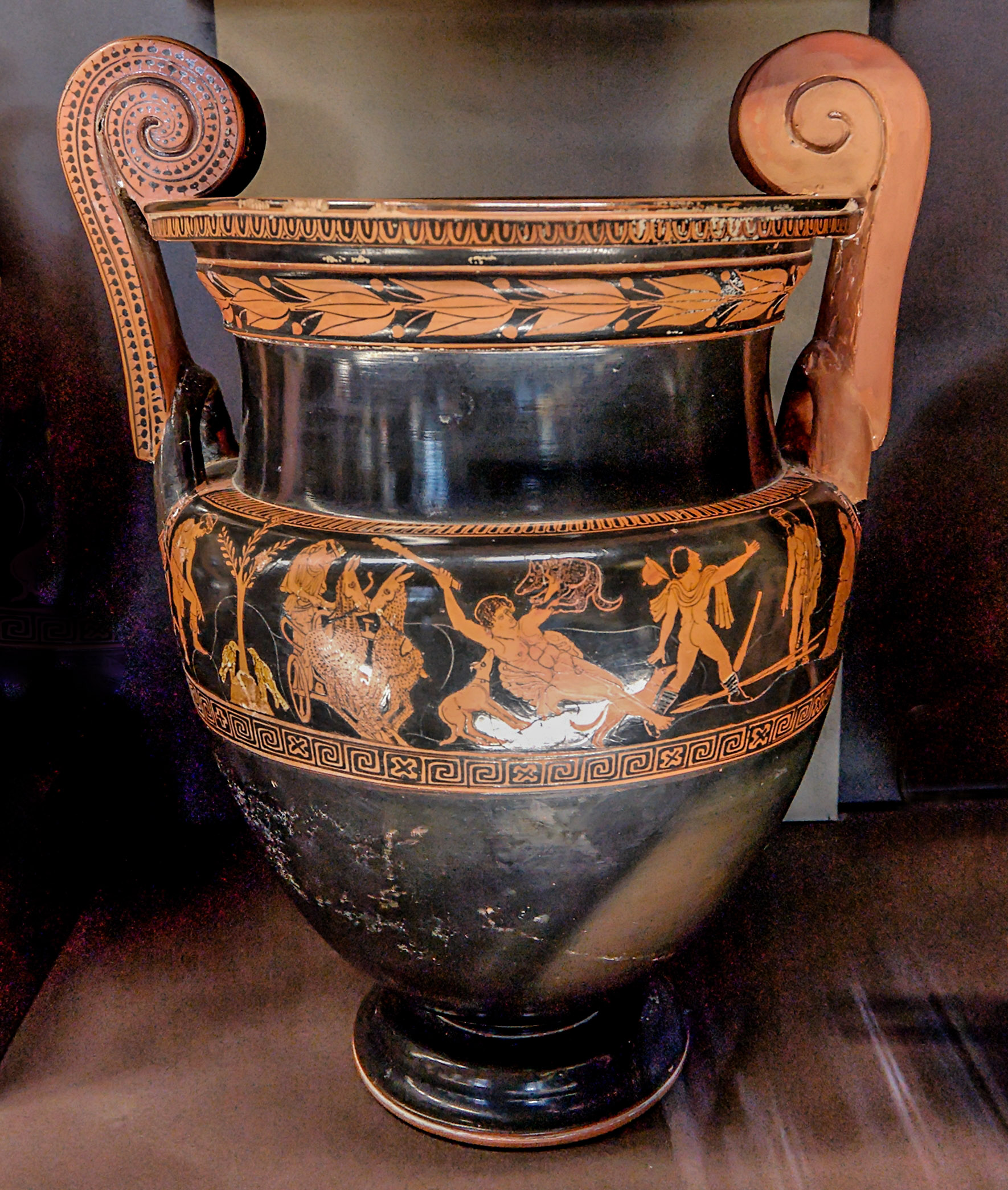
Смерть Актеона, кратер з волютами, Вазописець шерстистих сатирів

Волюта (синоніми — завиванець, кочільце)[джерело?] (лат. voluta, грец. κάλχη) — архітектурний мотив у формі спіралеподібного завитка з кружком («оком») у центрі, складова частина іонічної капітелі, входить також у композицію коринфської і композитної капітелей. Форму волюти іноді мають архітектурні деталі, що слугують для зв'язку частин будівлі, а також консолі карнизів, обрамлення порталів, дверей, вікон (головним чином в архітектурі пізнього ренесансу і бароко).
Кружечок у середині завитка називається оком волюти. У коринфському ордері волюта отримує дещо інший вигляд і водночас іншу грецьку назву — грец. έλοξ: вона має подобу гілки рослини, що піднімається з капітелі і спірально закручується при зустрічі перешкоди біля абаки. Чотири великі волюти (лат. helices majores) підпирають абаки на чотирьох її кутах; по дві менших (лат. helices minores)) зустрічаються одна з одною на кожній стороні капітелі під розеткою, що прикрашає собою середину абаки.
У давньогрецькій кераміці, особливо в області Апулія, були популярні кратери з волютами, якими прикрашались високі ручки посудини.